# Трубачи (Брянская область)
Трубачи — деревня в Жуковском районе Брянской области, в составе Гришинослободского сельского поселения. 
 Расположена в 5 км к северо-востоку от посёлка Олсуфьево. Население — 28 человек (2010).

## История
Упоминается с начала XX века; до 2005 года состояла в Олсуфьевском сельсовете.
| Годы      | 1926 | 1979 | 1989 | 2002 | 2010 |
| --------- | ---- | ---- | ---- | ---- | ---- |
| Население | 83   | 144  | 62   | 36   | 28   |